# Пушке Манлихер
Пушке система Манлихер су аустроугарске пушке репетирке које је констрисао Фердинанд Манлихер. Пушке Манлихер су користиле Манлихеров систем затварача који се извлачио уназад и користиле су тзв. ен-блок клип капацитета пет метака.
Иако робусне и чврсте пушке система Манлихер су биле скупе и компликоване за производњу па због тога нису биле веома распрострањене као друге пушке тог времена.
Пушке овог система су користиле војске Аустроугарске и Бугарске током Првог светског рата.

## Историја
Фердинанд Манлихер је током каријере конструисао неколико врста пиштоља и пушака,а најпознатије су пушке Манлихер М1886, М1888 карабин М1890 и коначно М1895 која је уједно најмасовнија пушка система Манлихер.
Током 1880-их Фердинанд Манлихер је био најбољи и најнапреднији конструктор оружја,а његов патентирани магацин капацитета пет метака је био револуционаран за то време.
Вијетконговска копија Манлихеровог механизма за употребу на домаћој пушци током Вијетнамског рата

## Манлихер М1886
Репетирајућа пушка М. 1886, познатија као Манлихер М1886, била је брзометна пушка која је од 1887. до 1888. служила као стандардна пушка Аустро-угарске војске. Настала је на темељу пробног модела Манлихер М1885 кога је израдио Фердинанд Манлихер. 3а пуњење је користила оквир за 5 метака калибра 11x58 Маннлихер са црним барутом; основна разлика је била нешто поузданијем оквиру, који се, пак, такође аутоматски избацивао из пушке када би био испаљен посљедњи метак.
Указ о увођењу пушке у наоружање је потписао цар Франц Јозеф 12. јануара 1887. Направљено је око 100.000 комада који су распоређени међу војне јединице. Двије године касније је, пак, одлучено да се 11x58ммР замијени с метком 8×52ммР за којi је утврђено да даје већу брзину и домет. Стога је Фердинанд израдио нови модел Манлихер М1888 који је користио ту муницију. Многе од пушака М1886 су конвертиране за нову муницију, као и за касније уведени метак 8x50мм, па је због тога М1886 у оригиналној верзији калибра 11 мм изузетно ријетка и представља вриједан примјерак за данашње колекционаре оружја.
У тренутку увођења у наоружање пушка М1886 је по техничким карактеристикама била боља од француске Lebel 1886 али је ипак слабије оцењена јер пушка Лебел користи модернију муницију са бездимним барутом која постиже дупли домет.
Корисници
- Аустроугарска

## Манлихер М1888
Репетирајућа пушка М.1888, познатија као Манлихер М1888, била је брзометна пушка која је од 1888. до 1893. служила као стандардна пушка Аустро-угарске војске. Конструисао ју је Фердинанд Манлихер и представљала је побољшану верзију двије године раније уведене пушке Манлихер М1886. Као и она, за пуњење је користила оквир од пет метака који би се аутоматски избацивао из пушке након опаљења посљедњег метка. Основна разлика у односу на претходни модел је била у муницији, односно метку 8x52ммР који је замијенио ранији калибар од 11мм, а у чијој се чаури умјесто црног налазио тзв. „полу-бездимни” барут. Такви су меци пушци давали већи домет.
Манлихер је наставио рад на побољшавању пушке, тако да је 1895. као станардно наоружеање уведена верзија позната као Манлихер М1895, која ће остати у употреби све до завршетка Првог свјетског рата и распада Аустро-Угарске. Упркос томе, рачуна се да је на самом почетку рата 66% аустроугарских војника било наоружано управо са верзијом М1888.
Gewehr 88, која је исте године уведена као стандардно оружје у сусједној Њемачкој се понекад називала њеном копијом, иако је умјесто ње користила у потпуности бездимини барут. Такође разлика између аустријске М1888 и немачке Gewehr 88 је у томе што се аустријска пушка репетирала повлачењем ручице директно уназад док је немачка пушка користила обртни затварач.
Године 1890. настаје муниција 8×50mmР и убрзо почиње преправка пушака М1888 на нови калибар,пушке добијају нове нишану и означене су као „M1888-90”, такође су произведене и потпуно нове пушке под ознаком „М1890”
Корисници
- Аустроугарска
- Краљевина Бугарска
- Краљевина Мађарска
- Тајланд
- Персија

## Карабин Манлихер М1890
Репетирајући карабин М.1890-је аустријска репетирка коју је дизајнирао Фердинанд Манлихер. Карабин М1890 је имао потпуно нови затварач и производио се за коњицу,жандармерију и морнарицу.
Авганистански емир Абдур Рахман Кан је купио један број ових карабина за своју војску.
Корисници
- Аустроугарска
- Авганистан

## Манлихер М1895
Репетирајућа пушка М. 1895-је аустријска пушка репетирка коју је такође конструисао Фердинанд Манлихер. Првобитно је користила муницију 8×50mmР,а касније је велики број ових пушака преправљен на друге калибре.
Манлихер М1895 је била пушка која се показала као издржљива и веома чврста међутим одржавање је било компликованије него код других конкурената,а цена производње је била висока поготову у ратна времена,користила током оба светска рата.
Српска војска је током Првог светског рата користила заробљене аустријске и бугарске пушке М1895,а након завршетка рата, новостворена Југословенска војска је у наоружању имала око 180.000 комада пушака М1895 које су током 1939. преправљене на калибар „7,92 x 57” и користиле се током Другог светског рата.
Корисници
- Аустроугарска
- Краљевина Бугарска
- Краљевина Србија
- Чехословачка
- Албанија
- Краљевина Мађарска
- Аустрија
- Нацистичка Немачка
- Краљевина Грчка
- Финска
- Краљевина Југославија
- Пољска
- Руска Империја
- Краљевина Италија
- Краљевина Румунија
- Шпанија

## Галерија
- Пушке Манлихер у Музеју у Добоју
- Пушке Манлихер у Музеју у Добоју